# Anna Barnak-Marić
Anna Barnak-Marić (ur. 30 marca 1978 w Belgradzie) – serbska siatkarka, występująca na pozycji atakującej, reprezentantka Serbii i Czarnogóry.

## Sukcesy
Mistrzostwa Jugosławii:
- 1997, 1998, 1999, 2000, 2001

Puchar Jugosławii:
- 1997, 1998, 1999, 2000

Mistrzostwa Niemiec:
- 2005[3]

Mistrzostwa Słowenii:
- 2006[4]

Puchar Słowenii:
- 2006[5]

Mistrzostwa Grecji:
- 2007[6]

Mistrzostwa Francji:
- 2008, 2009, 2012[7]

Puchar Francji:
- 2009, 2012[7]